# Mastrus annulatus
Mastrus annulatus là một loài tò vò trong họ Ichneumonidae.